# Paragaleodes occidentalis
Paragaleodes occidentalis es una especie de arácnido  del orden Solifugae de la familia Galeodidae.

## Distribución geográfica
Se encuentra en el nordeste de África.